# Aniano Gómez
Aniano Gómez fue un obrero y político español nacido en Béjar el 25 de abril de 1831, diputado a Cortes durante el Sexenio Democrático.

## Biografía
Nació en la localidad de Béjar el 25 de abril de 1831. Obrero en los batanes de su ciudad natal y sargento de la Milicia Nacional, de ideología republicana federal, obtendría escaño de diputado a Cortes en las elecciones de 1871, abril de 1872 y 1873, en todas ellas por el distrito salmantino de Béjar. Fue uno de los representantes por la provincia de Salamanca en la Junta Provisional Federal Castellana en 1869, y director de El Federal Bejarano. Tras varias intentonas insurreccionales —que habían comenzado durante el reinado de Isabel II, al menos hacia 1867— durante la revolución cantonal que se desató en el seno de la Primera República, en 1873, lideraría la creación de un cantón en Béjar, sin éxito.